# Gambozino

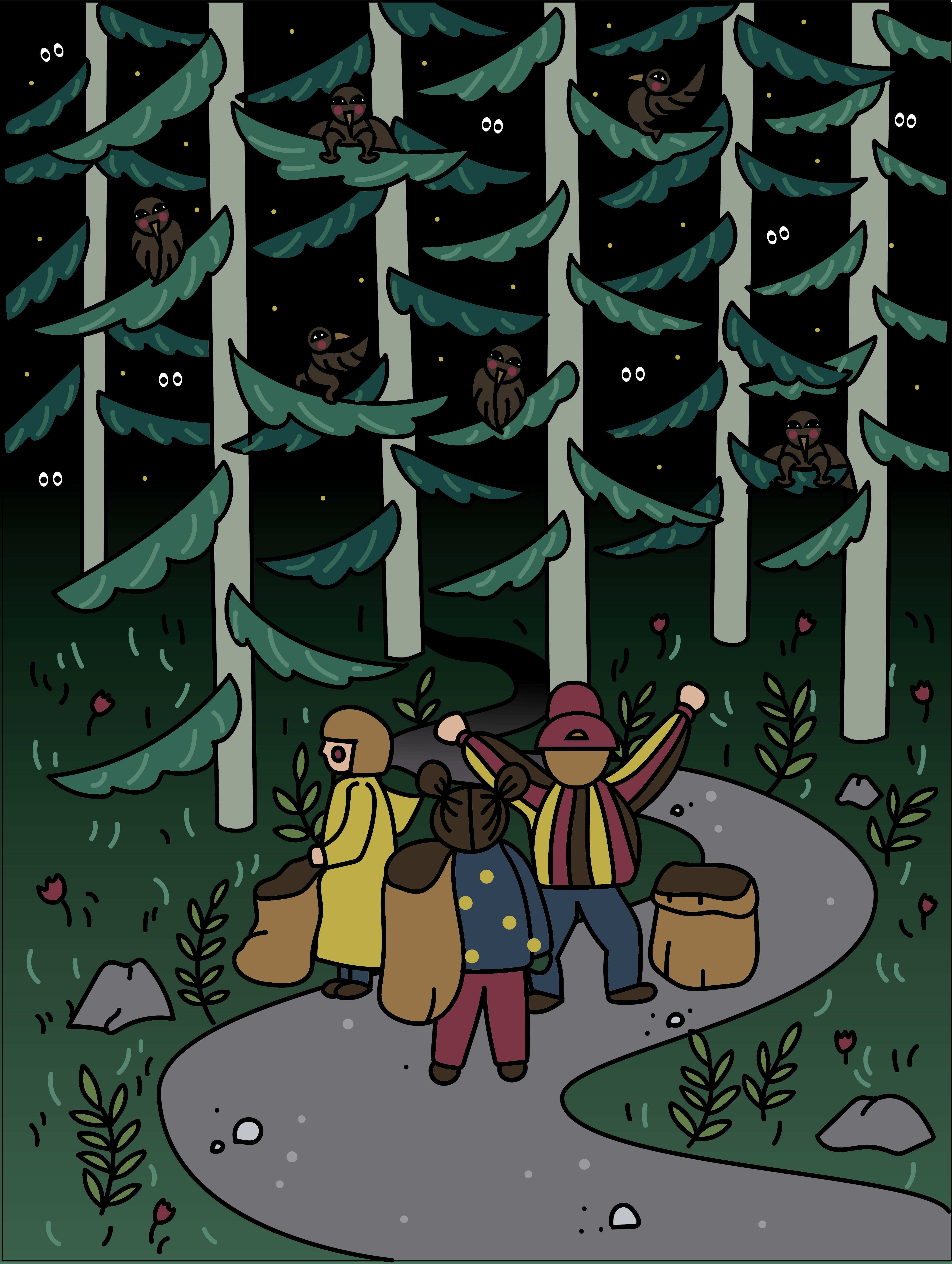

Os gambozinos (também conhecidos como piopardos ou pio-pardos) são uma figura mitológica existente em Portugal, embora também conhecida no Brasil.
A expressão "caçar Gambozinos" é muito usada para mandar crianças ou pessoas ingénuas procurar algo que não existe e, embora seja bastante conhecida, não há consenso quanto à aparência do mítico animal. Algumas pessoas dizem que parecem coelhos com chifres e pequenas asas; outras que são insetos pequenos como pirilampos; e ainda há quem diga que são pássaros ou peixes.
A origem desta expressão não é certa, mas é possível que tenha uma relação com o termo mexicano "gambusino", que se utilizava no século XIX para se referir aos caçadores de ouro, e que por sua vez terá vindo da junção das palavras inglesas gamble (apostar) e business (negócio).